# Dafo
Dafo er et registreret varemærke som ejes af Danmarks JordbrugsForskning.
Ordet er dannet som en forkortelse for DAnsk FOrskning.